# 高潭老根据地烈士纪念亭
高潭老根据地烈士纪念亭，位于中国广东省惠州市惠东县高潭镇，为惠东县的一个县级文物保护单位，类型为近现代重要史迹及代表性建筑，公布时间为1987年。
高潭老根据地烈士纪念亭建于1957年。